# Иван Димитров (БКП)
Вижте пояснителната страница за други личности с името Иван Димитров.
Иван Димитров Станков е политик от Българската комунистическа партия.

## Биография
Роден е на 02.11.1901 г. в берковското село Соточино в учителско семейство. Иван Димитров е по професия металик и е със средно образование. От 1919 г. е член на РМС, а от 1924 г. и на БКП. От 1919 до 1923 г. като ученик е член на РМС в Берковица. Участва в Септемврийското въстание, а след неговия неуспех емигрира в Югославия. Там работи в циментова фабрика и членува в общоемигрантски комитет, както и емигрантската организация в Ниш. През 1925 г. заминава за СССР, където завършва Ленинградския комунистически университет. Работи в завода „Кулакова“. В Ленинград е член на Бюрото и секретариата на Районен комитет на ВКП (б). През 1932 г. се завръща в България и става инструктор на Международната организация за подкрепа на революцията (МОПР) и член на ЦК на БРП. На тази позиция остава до 1934 г. След това излиза в нелегалност и продължава работата си в МОПР. Арестуван е през 1935 г. и лежи в затвора до 1937 г. От 1941 г. е партизанин, а от 1943 г. е секретар на Областен комитет на БРП и политкомисар на партизанска бригада. След 9 септември 1944 г. е секретар на Областния комитет на БКП в Русе. Народен представител VI велико народно събрание. На 3 май 1948 до 6 януари 1949 г. е назначен за началник на военната промишленост. През годините на социализма обувния завод в Михайловград и корабостоителния завод в гр.Русе са носели неговото име. Иван Димитров Станков умира на 21.01.1949 г. в гр. София.